# Harmony (аніме)
Harmony (яп. ハーモニー, Ха:мони:, досл. Гармонія)  — роман, написаний Іто Кейкаку і випущений на світ видавничою компанією Hayakawa у 2008 році. Про вихід повнометражної аніме-адаптації оголосили 18 червня 2015 року, знімання якого зайнялася студія Studio 4 °C під керівництвом двох режисерів, Майкла Аріаса й Такасі Накамури. Прем'єра повнометражного аніме відбулась 13 листопада 2015 року в усіх кінотеатрах Японії.

## Сюжет
У недалекому майбутньому, періоді під назвою «Maelstrom», ядерна війна та хвороби знищили майже все населення планети. Для того, щоб запобігти новим катастрофи, світ розділився на дрібні держави, з більш глибоким та етико-солідарним суспільством через соціальний тиск, а здоров'я контролюється «admedicstration», об'єкти, де нанотехнології, використовувані в медичних цілях, щоб полегшити життя кожної людини. Але в Японії, молода дівчина Туан Кіріе та її подруги Міаха Міхіе й Кіан Рейкадо не хочуть жити за таким принципом, де уряд контролює існування кожної людини, через що вони оголошують про свій протест, тим самим відмовляючись від їжі і ліків до стану суїциду , однак Туан і Кіан зазнають невдачі.
Через тринадцять років, Туан стала співробітником Всесвітньої організації охорони здоров'я в міжнародних силах медичної поліції, проте вона все ще вірна своїм ідеям. Після декількох років розлуки з Кіан, дівчата знову зустрічаються, при цьому Туан веде приватне розслідування в якому виявляє справжню загрозу, що стоїть за так званою «утопією».

## Персонажі
Туан Кіріє (霧慧トァン Кіріє Туан)  — головна героїня історії. Вік - 28 років. Подруга Кіан Рейкадо та Міаха Міхіе, де друга є її коханою. Разом з ними, будучи підлітком, намагалася накласти на себе руки шляхом голодування, однак для неї спроба суїциду зазнала невдачі. Вперше зустрілася з Міаха в парку, після чого у дівчат почали переростати один до одного відносини з дружніх в романтичні. Через тринадцять років Туан стала членом агентства Хелікс. З початком хвиль суїцидів, розслідувала хто стоїть за цим. У процесі цього Туан з'ясовує, що Міаха насправді вижила, після чого вирушила до місця її перебування. Прибувши до старого бункера, Туан знайшла Міаха. В кінці зізналася їй що весь цей час хотіла зустрітися з Міаха знову й що вона досі її любить.
Сейю: Савасіро Міюкі
Міаха Міхіе (御冷ミァハ Міхіе Міаха) — головна героїня історії. Подруга Кіан Рейкадо й кохана Туан Кіріе. За власною ініціативою, будучи підлітком, спробувала накласти на себе руки шляхом голодування разом з Туан та Кіан, позаяк вважала що WatchMe призначений не тільки для продовження тривалості життя, а також для контролю над самими людьми. Після спроби суїциду, Туан і Кіан повідомили, що Міаха померла, проте ж з'ясовується що насправді вона також вижила. В дитячі роки належала до маленької етнічної групи, у якої не було свідомості. У віці восьми років була спіймана російським військовим та відіслана в табір для работоргівлі. Однак пізніше Міаха, була врятована й усиновлена японської родиною, після чого переїхала в Токіо, де познайомилася з Туан і Кіан. Через деякий час почала відчувати любовні почуття до Туан і розпочала з нею романтичні стосунки. Вважаючи WatchMe системою уряду для контролю над людьми, Міаха хотіла досягти Гармонії, через що вона написала код для нейронної мережі, який був встановлений в мозок кожної людини й заподіяв хвилю суїцидів, тим самим Міаха хотіла досягти утопії в світі за допомогою стирання свідомості в кожної людини. Вона створила хаос, тим самим сподіваючись що Next-Gen не залишалося нічого, окрім впровадження коду, який зітре свідомість у людей. У кінці знову зустрілася з Туан після тринадцять років розлуки, після чого зізналася їй що так само любить її як і раніше.
Сейю: Уеда Рейна
Кіан Рейкадо (яп. 零下堂キアン Рекадо Кіан) — подруга Туан Кіріе й Міаха Міхіе. Разом з ними, будучи підлітком, спробувала накласти на себе руки шляхом голодування. Хоч Кіан і погодилася покінчити життя самогубством, вона перестала приймати таблетки, не кажучи нічого Туан та Міаха. Через тринадцять років знову зустрічається з Туан. Покінчила життя самогубством, встромивши ніж в горло, сидячи в ресторані з Туан, коли був впроваджений код, що змушує людей здійснювати суїцид, вибираючи їх довільно.
Сейю: Судзаку Ая
Оскар Стауффенберг (オスカー・シュタウフェンベルクСтауф:енберг Оскар) — головний інспектор агентства інспекції Хелікс й начальниця Туан Кіріє. Вік - 72 роки.
Сейю: Сакакібара Йосіко
Асаф (яп. アサフ Асаф) — лідер групи мусульман, які зреклися програми WatchMe.
Сейю: Оцука Акио
Ілля Васіров (яп. エリヤ・ヴァシロフ рос. Васиров Эллия) — член організації Next-Gen. Прикривався агентом Інтерполу з метою вбити Нуаду Кіріє для ослаблення організації Next-Gen. Убитий Туан, тим самим помстившись за смерть батька.
Сейю: Мікі Сін'ітіро
Кэйта Саэки (яп. 冴紀ケイタ Саекі Кейта) — учений і партнер Нуади. Саме він вказав Туан місце знаходження її батька, коли та вела розслідування по хвилі суїцидів.
Сейю: Нагасима Юйти
Нуада Кириэ (яп. 霧慧ヌァザ Кіріє Нуеда) — батько Туан. Вчений, а також творець WatchMe і член організації Next-Gen. Після спроби суїциду Міаха, Нуада забрав її разом з іншими дітьми з суїцидальними нахилами для вивчення й створення гармонійної душі. Зустрівся з дочкою та розповів їй про програму Harmony. Був застрелений Іллею.
Сейю: Моріта Дзюнпей